# Cerebrolizyna
Cerebrolizyna, cerebrolisyne – lek stymulujący różnicowanie komórek, pobudzający procesy naprawcze, wspomagający czynność neuronów. Zawiera mieszaninę peptydów – cerebrolizynę, uzyskiwaną z białek strukturalnych mózgu świni.

## Wskazania
- zespoły organiczne układu nerwowego (w tym zespoły otępienne)

## Przeciwwskazania
- nadwrażliwość na lek
- padaczka
- niewydolność nerek
- choroby płuc i układu oddechowego
- alergie
- choroby przewodu pokarmowego

## Działania niepożądane
- bóle i zawroty głowy
- uczucie gorąca
- kołatanie serca
- ból brzucha
- nudności
- wymioty
- biegunka
- skórne reakcje alergiczne
- niepokój
- agresja

## Preparaty
- Cerebrolysin – roztwór do wstrzykiwań i wlewu dożylnego 0,2152 g/ml

## Dawkowanie
Przyjmować według zaleceń lekarza. Zazwyczaj stosuje się 10-50 ml preparatu przez 10-20 dni.